# Meson (logiciel)
Pour les articles homonymes, voir Méson.
Meson est un système de construction logicielle. L’objectif de Meson est d’encourager la productivité du développement. Meson est un logiciel libre écrit en Python sous licence Apache.

## Adopteurs
- GNOME